# Gu (naczynie)
Gu – brązowe naczynie do wina w kształcie pucharu na długiej nóżce, zdobione motywami zoomorficznymi, używane w starożytnych Chinach.
Używane były powszechnie za panowania dynastii Shang i we wczesnym okresie Zhou, później ich popularność stopniowo malała. Wykorzystywane były nie tylko w celach użytkowych, ale także jako naczynie rytualne podczas ceremonii pogrzebowych.